# 棘鰭號潛艦

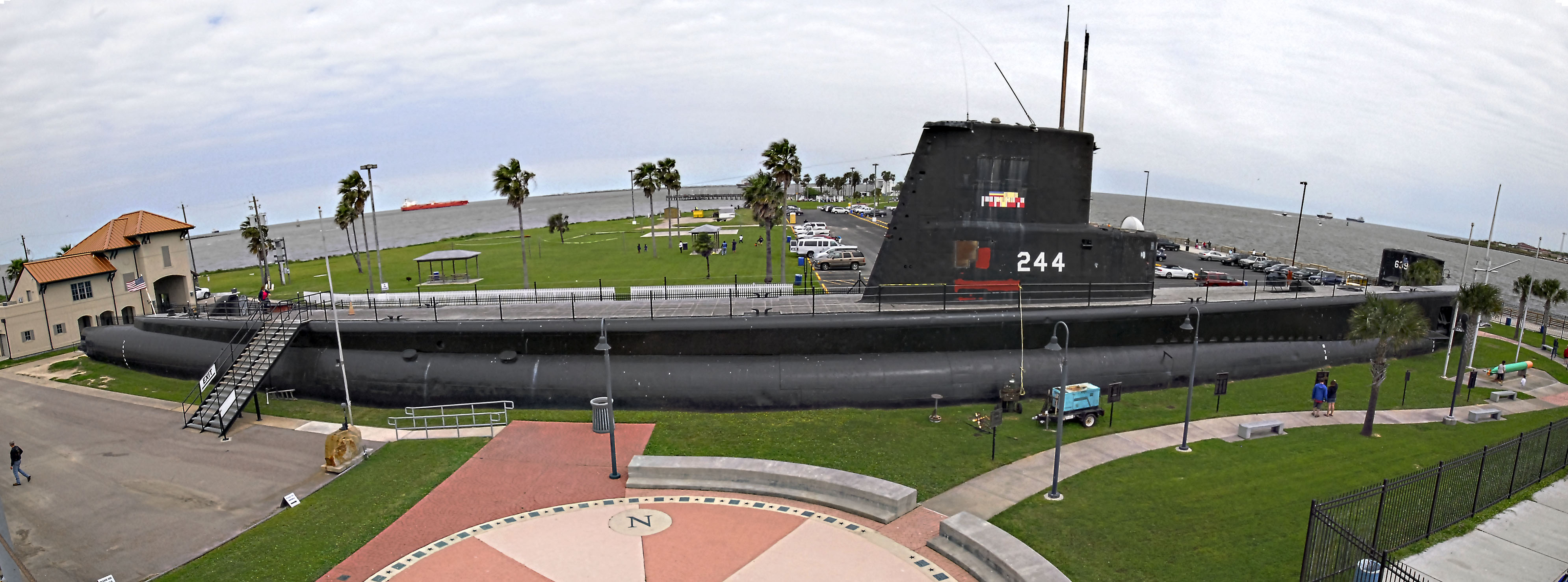
德州海狼公園內的棘鰭號

棘鰭號潛艦（USS Cavalla (SS-244)）是美國海軍的一艘貓鯊級潛艇，因擊沉日本翔鶴號航空母艦而聞名。
她於1943年3月4日在康涅狄格州格羅頓的電船公司安放龍骨，於1943年11月14日下水（由M·康斯托克夫人擲瓶命名），於1944年2月29日入役，由美國海軍中尉（後來的海軍少將）赫爾曼·科斯勒（Herman J. Kossler）指揮。
1944年6月17日，棘鰭號正奉命在菲律賓海巡戈，遭遇小澤治三郎的艦隊，發出了日本艦隊方位的電報。6月19日淩晨，菲律賓海海戰爆發，她追上了日本艦隊，艦長科斯勒少校通過潛望鏡，觀測到正在忙於回收飛機的翔鶴號航空母艦。上午11時30分，她潛航到了距離航母僅一公里處，用艦艏的六根魚雷管扇面齊射六枚魚雷，其中三枚（有說四枚）擊中翔鶴號的右舷，之後迅速下潛躲避攻擊。浦風號驅逐艦等三艘日艦發射了100多枚深水炸彈，而她僅負小傷而脫險。翔鶴號在當日14:32分沈沒。